# Brian Ferneyhough
Brian John Peter Ferneyhough (ur. 16 stycznia 1943 w Coventry) – brytyjski kompozytor i pedagog; czołowy przedstawiciel nowej złożoności.

## Życiorys
Studiował w Birmingham School of Music (1961–1963), a następnie w Londynie w Królewskiej Akademii Muzycznej pod kierunkiem Lennoxa Berkeleya (1966–1967). W 1968 przyznano mu stypendium Mendelssohna i podjął studia w Conservatorium van Amsterdam u Tona de Leeuwa. Od 1969, po otrzymaniu stypendium kompozytorskiego miasta Bazylei, studiował przez 2 lata w tamtejszej akademii muzycznej u Klausa Hubera.
Wykładał kompozycję w Hochschule für Musik Freiburg (1973–1986) i w Koninklijk Conservatorium w Hadze (1986–1987). W 1987 przeniósł się na stałe do Stanów Zjednoczonych i został profesorem kompozycji na Uniwersytecie Kalifornijskim w San Diego. Od 2000 jest związany z Uniwersytetem Stanforda, będąc etatowym profesorem muzyki, wykładowcą gościnnym (2007-2008) i aktualnie (2020) – profesorem emerytem.
Oprócz tych stałych etatów był związany z najbardziej prestiżowymi instytucjami dydaktycznymi i międzynarodowymi szkołami letnimi muzyki współczesnej. Przez 20 lat był stałym wykładowcą na Międzynarodowych Letnich Kursach Nowej Muzyki w Darmstadcie (1976–1996), dodatkowo pełniąc tam w latach 1984–1994  funkcję koordynatora klasy kompozycji.  Od 1990 prowadził też kursy kompozycji w Fondation Royaumont w Asnières-sur-Oise i w Cursus Informatique na IRCAM w Paryżu. Był profesorem gościnnym w Kungliga Musikhögskolan i Stockholm, California Institute of the Arts i na Uniwersytecie w Chicago. Ponadto prowadził gościnnie wykłady i kursy mistrzowskie w Konserwatorium Paryskim, Civica Scuola di Milano, na brytyjskich uniwersytetach w Oksfordzie, Cambridge i Durham oraz na kilku uniwersytetach i szkołach wyższych w Ameryce Północnej.

## Nagrody, wyróżnienia i odznaczenia
(na podstawie materiałów źródłowych
- 1967 – Lady Holland Composition Award, Królewska Akademia Muzyczna (Londyn)
- 1968 – brytyjskie stypendium Mendelssohna
- 1978 i 1982 – Grand Prix du Disque
- 1969–1971 – stypendium kompozytorskie miasta Bazylei
- 1979 – Koussevitzky International Recording Award (KIRA), za Transit
- 1974–1975 – stypendium kompozytorskie SWR Sinfonieorchester Baden-Baden und Freiburg
- 1984 – Kawaler Orderu Sztuki i Literatury (Francja)
- 1996 i 2011 – Royal Philharmonic Society Music Awards, w kategorii Chamber-Scale Composition; w 2011 za Kwartet smyczkowy nr 6
- 2007 – Ernst von Siemens Music Prize

Jest członkiem stowarzyszonym londyńskiej Królewskiej Akademii Muzycznej (od 1990), członkiem berlińskiej Akademie der Künste (od 1996) i członkiem korespondentem Bayrische Akademie der Schönen Künste (od 2005).

## Twórczość
Muzykę Ferneyhougha, osadzoną w nowej złożoności (new complexity), cechuje typowa dla tego stylu wielowarstwowa i zmienna interakcja pomiędzy wszystkimi procesami zachodzącymi w utworze. Wybór takiej metody kompozytorskiej jest wypadkową z jednej strony wpływu formalnego wykształcenia u Tona de Leeuwa i Klausa Hubera, z drugiej zaś –  jego samodzielnych młodzieńczych poszukiwań i analiz dzieł Schönberga, Stockhausena, Bouleza, Hindemitha i Bartóka. Ferneyhough odrzucił jednak sztywne reguły totalnego serializmu, zastępując je swoistymi rozwiązaniami formalnymi i notacyjnymi, takimi jak:
- irracjonalne miary taktowe – wyrażane w ułamkach pełnych taktów, np. 3/10 lub 5/24
- mikrotony
- typy fakturalne – charakterystyczne kombinacje gestów i barw
- procedury quasi-serialne – niekoniecznie dodekafoniczne
- notacja werbalna – np. słowny opis możliwych procesów i stanów
- szczególne elementy zapisu muzycznego – np. różne sposoby notacji główek nut, mikrotonów, glissand, oznaczenie kąta, pod jakim instrument ma być utrzymany pod wargami, notacja aleatoryczna i in.

W efekcie jego kompozycje nasycone są hermetycznymi konstrukcjami dźwiękowymi, złożoną kalejdoskopową formą, niebywale zagęszczoną fakturą, niesymetryczną narracją, pozornie chaotyczną harmoniką, a przy tym są trudne w rozczytywaniu.  Wszystko to sprawia, że reprezentują ekstremalny poziom trudności i stawiają nadzwyczajnie wysokie wymagania wykonawcom i odbiorcom.

## Wybrane kompozycje
(na podstawie materiału źródłowego

### Utwory orkiestrowe
- Epicycle na 20 solowych instr. smyczkowych, 1968
- Firecycle Beta 1971
- La terre est un homme na wielką orkiestrę, 1979
- Carceri d’invenzione I na 16 instr., 1982
- Carceri d’invenzione IIa na flet i 20 instr., 1985
- Carceri d’invenzione III na 18 instr., 1986
- Plötzlichkeit na wielką orkiestrę, 2006
- Chronos-Aion 17 instr., 2008

### Utwory kameralne
- String Quartet no. 1, 1963
- 4 Miniatures na flet i fortepian, 1965
- Coloratura na obój i fortepian, 1966
- Sonata na 2 fortepiany, 1966
- Prometheus na sekstet dęty drewniany, 1967
- Sonatas na kwartet smyczkowy, 1967
- Time and Motion Study I na klarnet basowy, 1977
- String Quartet no. 2, 1980
- Adagissimo na kwartet smyczkowy, 1983
- String Quartet no. 3, 1987
- Fanfare for Klaus Huber na 2 perkusje, 1988
- La chute d’Icare na klarnet solo i zespół kameralny, 1988
- String Quartet no. 4, 1990
- String Trio, 1995
- Flurries na flet piccolo, klarnet, róg, fortepian, skrzypce i wiolonczelę, 1997
- In nomine à 3 na flet piccolo, obój i klarnet, 2001
- no time (at all) na 2 gitary, 2004
- String Quartet no. 5, 2006
- Dum transisset I–IV na kwartet smyczkowy, 2006
- String Quartet no. 6, 2010

### Utwory na instrumenty solowe
- Epigrams na fortepian, 1966
- 3 Pieces  na fortepian, 1967
- Cassandra’s Dream Song na flet, 1970
- Time and Motion Study I na klarnet basowy, 1977
- Unity Capsule na flet, 1976
- Lemma–Icon–Epigram na fortepian, 1981
- Superscriptio  na flet piccolo, 1981
- Carceri d’invenzione IIb na flet, 1984
- Intermedio alla ciaccona na wiolonczelę, 1986
- Kurze Schatten II na gitarę, 1988
- Trittico per Gertrude Stein na kontrabas, 1989
- Bone Alphabet na perkusję, 1991
- Unsichtbare Farben na skrzypce, 1998

### Utwory wokalne
- Missa brevis na 12 głosów solowych, 1969
- Transit na sopran, mezzosopran, alt, tenor, baryton, bas, orkiestrę kameralną i instr. elektroniczne, 1975
- Time and Motion Study III na 16 głosów solowych, perkusję i instr. elektroniczne, 1974
- Etudes transcendantalesna sopran i zespół kameralny, 1985
- On Stellar Magnitudes na sopran i zespół kameralny, 1994

### Opery
- Shadowtime, libretto Charles Bernstein, 2003; premiera: Monachium, 2004

### Utwory elektroakustyczne
- Time and Motion Study II na wiolonczelę i instr. elektroniczne, 1976
- Mnemosyne na klarnet basowy i taśmę dwuścieżkową, 1986
- Carceri d’invenzione IIc na flet i taśmę, 1987